# Sean Franklin
Sean Michael Franklin (ur. 21 marca 1985 w Panorama City) – amerykański piłkarz występujący na pozycji obrońcy. Zawodnik klubu DC United.

## Kariera klubowa
Franklin karierę rozpoczął w 2003 roku w zespole Northridge Matadors z uczelni California State University, Northridge. W 2006 roku przeszedł do San Fernando Valley Quakes z USL Premier Development League (czwarty poziom rozgrywek). W 2008 roku poprzez MLS SuperDraft trafił do Los Angeles Galaxy z MLS. Zadebiutował tam 4 kwietnia 2008 roku w wygranym 2:0 pojedynku z San Jose Earthquakes. W tym samym roku otrzymał nagrodę Rookie of the Year Award. 21 lipca 2011 roku w wygranym 1:0 spotkaniu z Columbus Crew strzelił pierwszego gola w MLS. W 2014 odszedł do DC United.

## Kariera reprezentacyjna
W reprezentacji Stanów Zjednoczonych Franklin zadebiutował 23 stycznia 2011 roku w zremisowanym 1:1 towarzyskim meczu z Chile.